# Gwyneth Paltrow
Gwyneth Kate Paltrow, född 27 september 1972 i Los Angeles i Kalifornien, är en amerikansk skådespelare och affärskvinna. Hon erhöll en Oscar vid Oscarsgalan 1999 i kategorin bästa kvinnliga huvudroll för rollprestationen i Shakespeare in Love.
Paltrow växte upp i Santa Monica. Hon är dotter till TV-regissören Bruce Paltrow och skådespelaren Blythe Danner. 
Paltrow träffade Chris Martin hösten 2002 och de var gifta från 5 december 2003 till 14 juli 2016. Tillsammans har de två barn: en dotter, Apple, född 14 maj 2004, och en son, Moses, född 8 april 2006. År 2018 gifte hon sig med manusförfattaren Brad Falchuk. Åren 1995–1997 hade Paltrow ett förhållande med Brad Pitt, som hon träffade i filmen Seven.
Paltrow har fått kritik för att marknadsföra pseudovetenskap och oprövade medicinska behandlingar.

## Filmografi
- 1991 – Shout
- 1991 – Hook
- 1992 – Cruel Doubt
- 1993 – Deadly Relations
- 1993 – Malice
- 1993 – Flesh and Bone
- 1994 – Mrs. Parker and the Vicious Circle
- 1995 – Livets hårda skola (okrediterad)
- 1995 – Jefferson in Paris
- 1995 – Moonlight and Valentino
- 1995 – Seven
- 1996 – Hard Eight
- 1996 – The Pallbearer
- 1996 – Emma
- 1998 – Lysande utsikter (film, 1998)
- 1998 – Sliding Doors
- 1998 – Blodsband
- 1998 – Ett perfekt mord
- 1998 – Shakespeare in Love
- 1999 – The Talented Mr. Ripley
- 2000 – The Intern
- 2000 – Duets
- 2000 – Bounce
- 2001 – The Anniversary Party
- 2001 – The Royal Tenenbaums
- 2001 – Min stora kärlek
- 2002 – Austin Powers in Goldmember (cameo)
- 2002 – Possession
- 2003 – View from the Top
- 2003 – Sylvia
- 2004 – Sky Captain and The World of Tomorrow
- 2005 – Proof
- 2006 – Love and Other Disasters (cameo)
- 2006 – Infamous
- 2006 – Running with Scissors
- 2007 – The Good Night
- 2008 – Iron Man - Virginia "Pepper" Potts
- 2008 – Two Lovers
- 2010 – Iron Man 2 - Virginia "Pepper" Potts
- 2010 – Country Strong
- 2010–2014 – Glee (TV-serie) (5 avsnitt)
- 2011 – Contagion
- 2012 – The Avengers - Virginia "Pepper" Potts
- 2012 – Thanks for Sharing
- 2013 – Iron Man 3 - Virginia "Pepper" Potts
- 2014 – Web Therapy (TV-serie) (2 avsnitt)
- 2015 – Mortdecai
- 2017 – Spider-Man: Homecoming - Virginia "Pepper" Potts
- 2018 – Avengers: Infinity War - Virginia "Pepper" Potts
- 2019 – Avengers: Endgame - Virginia "Pepper" Potts
- 2019 – The Politician (TV-serie)
- 2025 – Marty Supreme